# Eremitusacris
Eremitusacris is een geslacht van rechtvleugeligen uit de familie veldsprinkhanen (Acrididae). De wetenschappelijke naam van dit geslacht is voor het eerst geldig gepubliceerd in 1981 door Liu.

## Soorten
Het geslacht Eremitusacris  is monotypisch en omvat slechts de volgende soort:
- Eremitusacris xinjiangensis (Liu, 1981)